# Cuerpo esponjoso
El cuerpo esponjoso es la más pequeña de las tres columnas de tejido eréctil que se encuentran en el interior del pene (las otras dos son los cuerpos cavernosos). Está ubicado en la parte inferior del miembro viril, rodeando la uretra. 

## Anatomía

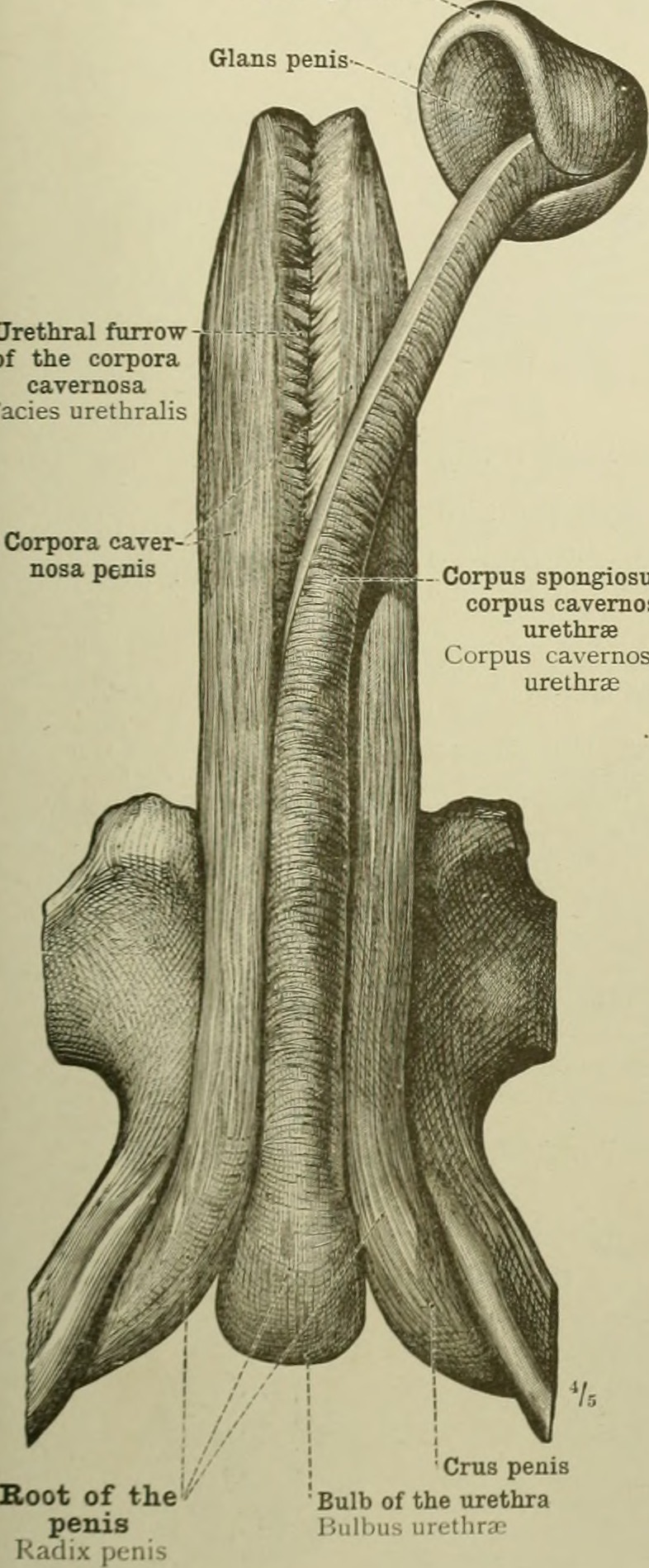
Corpus spongiosum

El cuerpo esponjoso se compone de tres sectores que se suceden.

El bulbo del pene es la primera parte, la más profunda (proximal), del cuerpo esponjoso, y está situada inmediatamente por detrás de la próstata.

El cuerpo que se dispone entre el bulbo y el glande.

El glande (también conocido como cabeza del pene) es la última porción y la parte más ancha del cuerpo esponjoso; presenta una forma cónica u ovalada.

## Fisiología

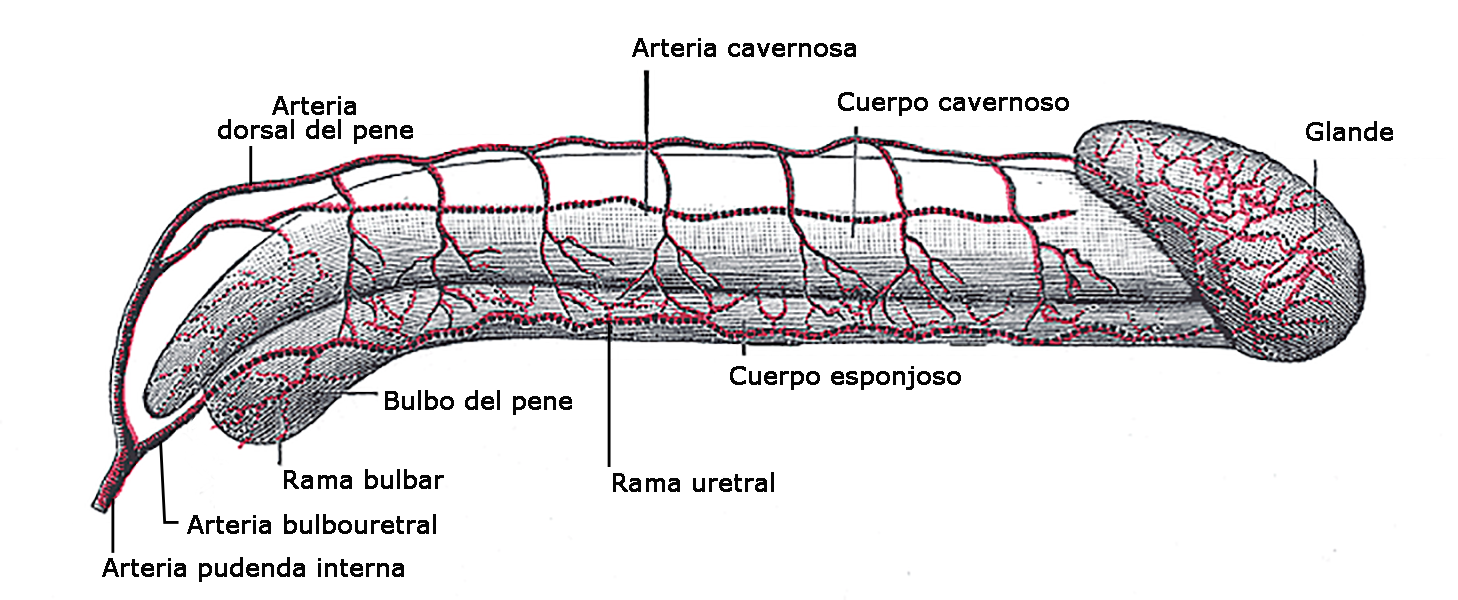
Irrigación sanguínea del Cuerpo esponjoso. Arteria
bulbo-uretral: rama Bulbar y rama Uretral.

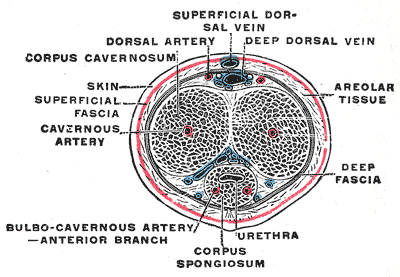
Sección transversal del pene.

Su función es la de evitar que durante la erección se comprima la uretra (conducto por el cual es emitido el semen). Cuando el pene se encuentra en dicho estado, contiene solamente el 10% de la sangre; los cuerpos cavernosos absorben el 90% de la misma.

## Patología
No es en sí mismo una parte del aparato eréctil pero puede considerarse como una región anatómica muy próxima a los tejidos peri-prostáticos que pueden recibir dosis altas de radioterapia en el cáncer de próstata por lo que se considera un órgano de riesgo. Se distingue claramente en RMN y debe estar delimitado para disminuir el riesgo de disfunción eréctil.